# Kåre
Kåre är ett nordiskt mansnamn som betyder "den krullhårige". Namnsdagen var den 2 augusti (1986-1992) och 25 september (1993-2001). Den 31 december 2012 fanns det 1 275 personer i Sverige med namnet Kåre, varav 649 med det som förstanamn/tilltalsnamn. Kåre kan även vara ett efternamn. 
I Dalarna finns det en historia om en getabock som hette Kåre och som sägs har varit upptäckaren av fyndigheterna vid Falu Gruva. Med anledning därav uppfördes en träbock vid gruvan. Träbocken är numera nedbrunnen.

## Kända personer med namnet Kåre
- Kåre Bluitgen, dansk journalist och författare
- Kåre Bremer, svensk botanist, universitetsrektor
- Kåre Hedebrant, skådespelare och musiker
- Kåre Holt, norsk författare
- Kåre Mölder, svensk skådespelare
- Kåre Santesson, svensk skådespelare och regissör
- Kåre Sigurdson, svensk skådespelare
- Kåre Ström, svensk musiker
- Kåre Synnes, svensk professor i datateknik
- Kåre Wicklund, norsk skådespelare
- Kåre Willoch, norsk politiker